# Tiridate Ier d'Ibérie
Pour l’article homonyme, voir Tiridate Ier.
Tiridate ou Trdat Ier d’Ibérie (en géorgien  თრდატი, latinisé en Tiridates) est un roi d’Ibérie de la dynastie des Chosroïdes, ayant régné de 394 à 406.

## Biographie
Selon les Chroniques géorgiennes, Trdat est le fils de Rev II d'Ibérie et de Salomé, une fille du roi d’Arménie Tiridate IV le Grand, dont il porte le nom.
Son père Rev II a été roi associé d’Ibérie avec son père Mirvan III avant de mourir peu de temps avant ce dernier. Trdat, jugé trop jeune, a été écarté du pouvoir à la mort de son frère (?) Sauromace II, du parti pro-romain, en faveur du pro-perse Asparouces II Varaz-Bakour Ier, un fils de Mirvan III et de sa seconde épouse.  
Plus tard, Trdat, dont la fille a épousé Varaz-Bakour II, est appelé au trône déjà âgé du fait du très jeune âge des enfants du roi défunt : son propre petit-fils, Mihrdat, et Pharasman, l’aîné, qui est élevé par l’éristhaw de Samchwildé.
La Chronique géorgienne attribue à Trdat Ier un règne de 12 ans et précise que « s’il était un roi pieux, il sut calmer les Perses auxquels il payait tribut ». Il a comme successeur Pharasman IV.